# أصداء (مسلسل قصير)
أصداء (بالإنجليزية: Echoes) هو مسلسل قصير دراما أسترالي قادم على نتفليكس من بطولة ميشيل موناغان  ومات بامر.